# Dům U Bílého orla (Rytířská)
Dům U Bílého orla, někdy zvaný U Vokřínů, je dům čp. 410/I na Starém Městě v Praze 1,  v Rytířské ulici č. 6. Stojí mezi domy U Beránků a U Machtů. Je chráněn jako kulturní památka České republiky.

## Historie a popis

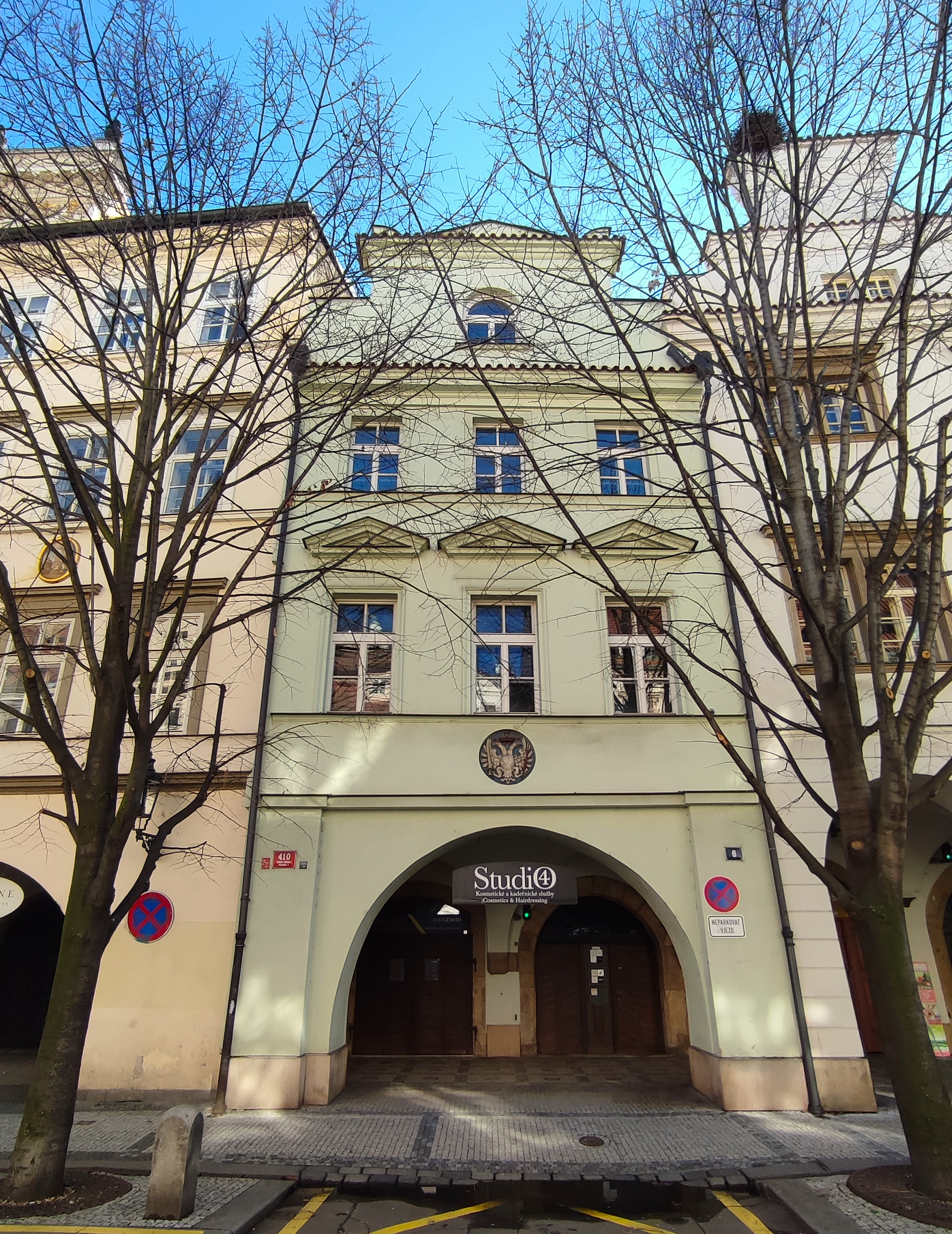
Dům U Bílého orla (2024)

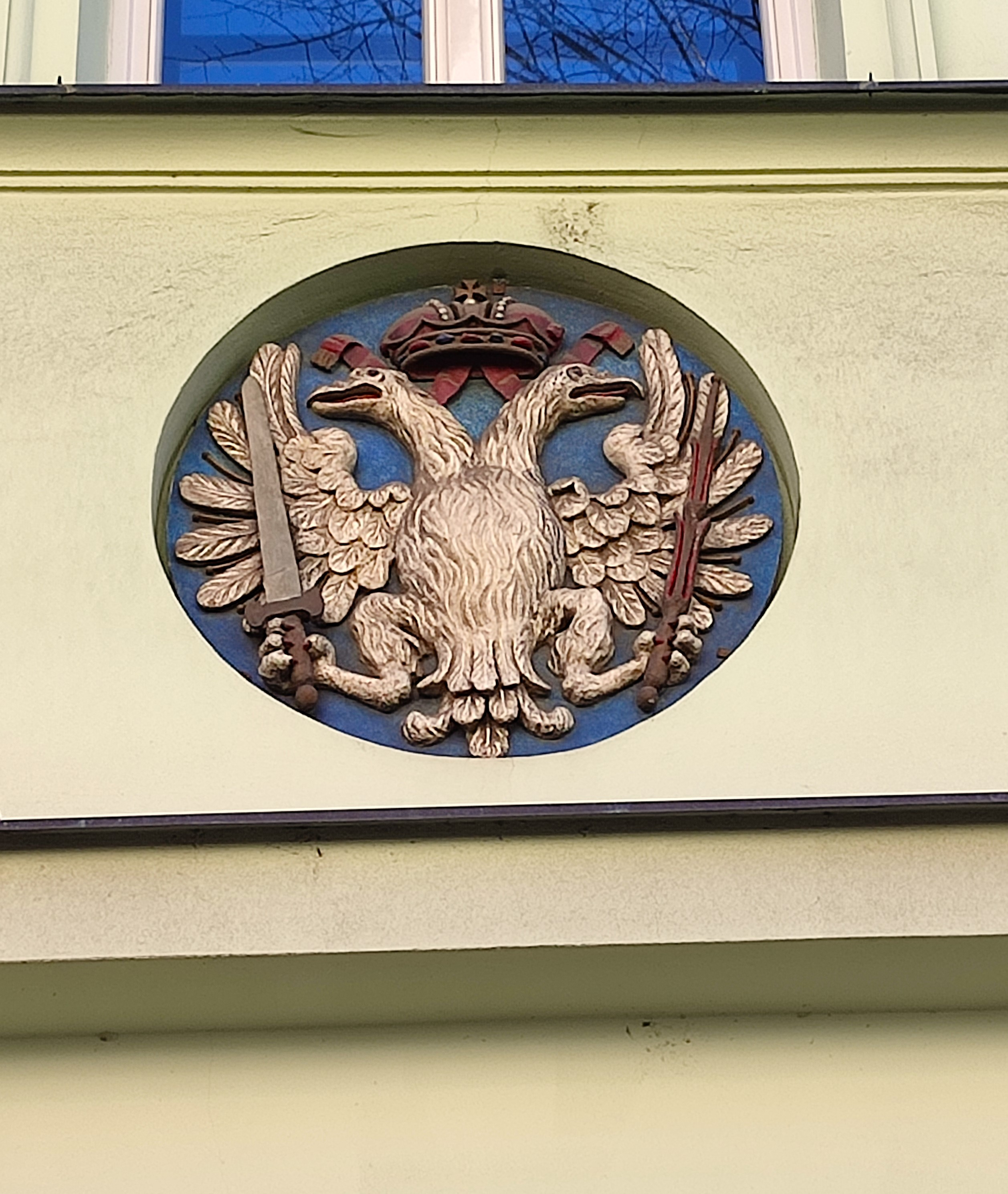
Domovní znamení U bílého orla

Dům na velmi úzké, hloubkově řešené parcele vznikl před založením Havelského Města. Přibližně ve druhé polovině 14. století byl dům výrazně přestavěn a rozšířen, z této doby pochází loubí s gotickým oknem a tři prostory s valenými klenbami. Goticko-renesanční je ostění portálu.
První písemné zmínky o domě se dochovaly až z let 1406–1412, kdy byl majitelem opat Matyáš konventu cisterciáků v Klášterní Skalici. Na přelomu roku 1411 a 1412 opat dům prodal Zikmundovi z Jihlavy, který vykonával úřad rychtáře uhelného trhu. V letech 1429-1433 se jako majitel uvádí krejčí Tomáš Okřín, po které dům získal své první označení.
Roku 1621 dům U bílého orla prodal exulant Abraham Engel z Engelsperka. Koupil jej v zanedbaném stavu sochař Jan Jiří Bendl a již v roce 1641 v domě provozoval šenk.  Po roce 1653 dal dům přestavět. Z té doby pochází kamenné domovní znamení - reliéf dvouhlavého orla s říšskou korunou, žezlem a mečem v pařátech. 
Později dům vlastnil Jan Braun, dále sochař Richard Prachner a jeho manželka Alžběta, ti měli v roce 1796 ještě za domem zahrádku,, v 19. století zastavěnou. Dnešní uliční fasáda vznikla při klasicistní přestavbě před rokem 1835, kterou prováděl Zacharias Fiegerth, schodiště dvorního křídla a úpravy interiérů provedl Heinrich Hausknecht.
Dům slouží jako činžovní, v přízemí je kadeřnický salón (2024).